# Claire Lavogez

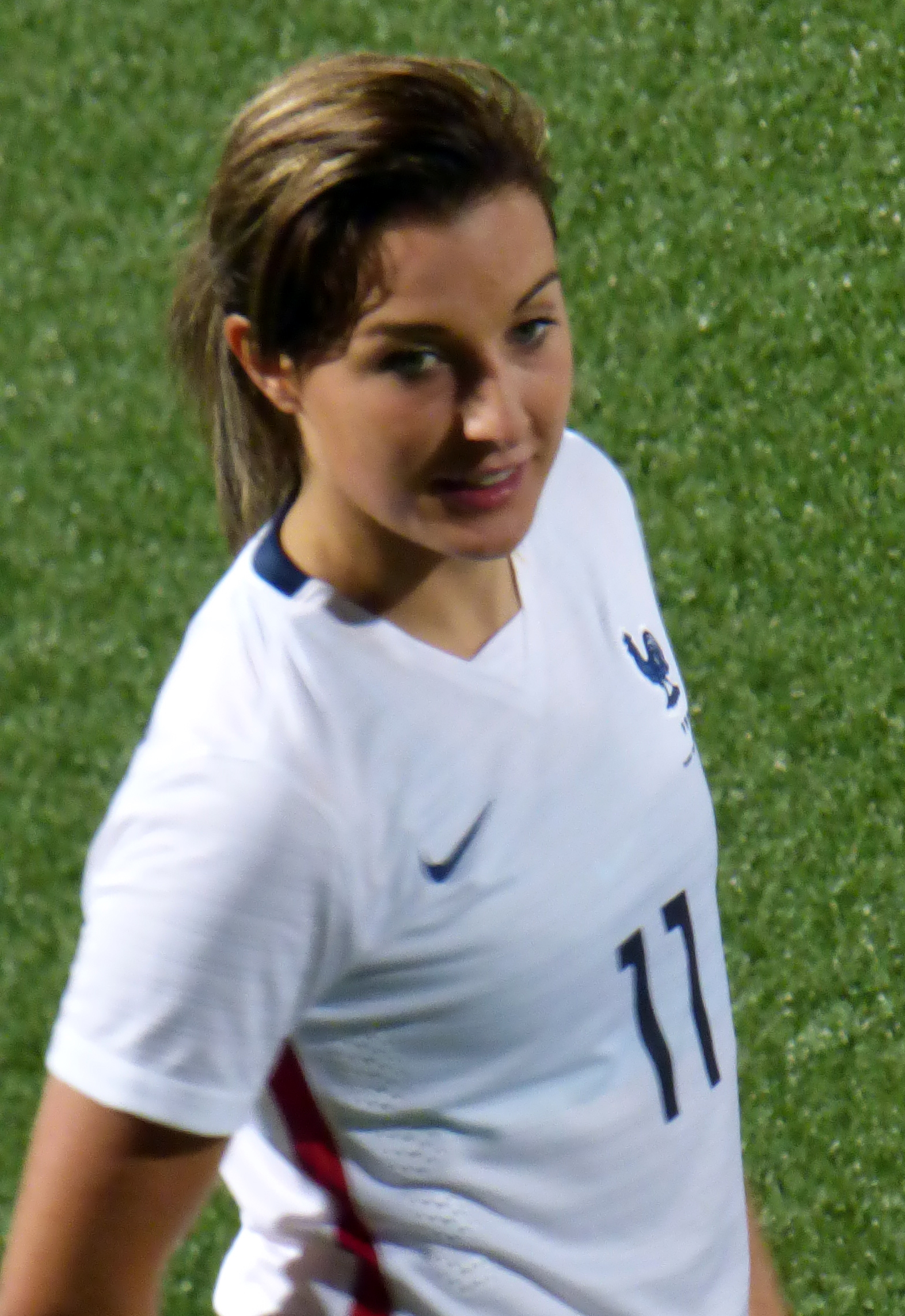
Lavogez 2015 im Nationaltrikot

Claire Marie Annie Lavogez, ausgesprochen ˌLavoˈʒeː (* 18. Juni 1994 in Calais), ist eine französische Fußballspielerin.

## Vereinskarriere
Claire Lavogez, die sich schon vor ihrer Einschulung in Judo und Tennis versucht hatte, begann als gerade Sechsjährige in ihrem Wohnort Marck bei der Association Sportive mit dem Vereinsfußball; 2008 wechselte sie zum Calais RUFC, wo sie in einer gemischten Mannschaft mit Jungen spielte und in die B-Mädchen-Nationalauswahl berufen wurde (siehe unten), und nur zwölf Monate später zum Zweitdivisionär US Gravelines, für dessen Frauenligaelf die 15-Jährige in der Saison 2009/10 14 Punktspiele bestritt, davon elf in der Startformation. Dabei erzielte sie auch fünf Tore. Deshalb sicherte sich der Erstligaklub FCF Hénin-Beaumont vor Beginn der Saison 2010/11 ihre Dienste; die Nordfranzösinnen belegten am Ende einen Platz im Tabellenmittelfeld, und die als Stürmerin oder im offensiven Mittelfeld eingesetzte Jugendliche hatte sich auf Anhieb einen Stammplatz in deren erster Frauschaft erspielt.
Lavogez wechselte nach nur einem Jahr erneut den Verein und schloss sich dem HSC Montpellier, einem der vier „Großen“ des französischen Frauenfußballs, an. In Südfrankreich hatte sie es anfangs deutlich schwerer und kam in den ersten beiden Spielzeiten lediglich in der Hälfte der Ligabegegnungen zum Einsatz. 2013 hatte sie sich dann auch dort durchgesetzt; seither war sie auch in Montpellier Stammkraft. Seit Beginn der Saison 2014/15 trägt sie aufgrund des Weggangs etlicher routinierter Kolleginnen wie Hoda Lattaf, Ophélie Meilleroux, Ludivine Diguelman und Élodie Ramos gemeinsam mit der gleichfalls sehr jungen Sandie Toletti erheblich mehr Verantwortung in der Elf.
Einen nationalen Titel hat sie auch mit dem MHSC nicht gewonnen. In der ersten Division war ein dritter Rang (2012) die bisher beste Platzierung im Abschlussklassement, und als Montpellier im Landespokalwettbewerb derselben Saison das Endspiel erreichte – und darin gegen Olympique Lyon verlor –, setzte Trainerin Sarah M’Barek die 17-Jährige nicht ein. Drei Jahre später stand sie dann im Finale, in dem sich erneut Lyon als stärker erwies.
Claire Lavogez, deren Vertrag beim MHSC im Sommer 2015 auslief, studierte Sportwissenschaft an der Universität Montpellier und spielte auch für deren Frauenteam, mit dem sie 2013 die Hochschul-Europameisterschaft gewonnen hat. Ihre Mitspielerinnen haben der ball- und schusstechnisch überdurchschnittlich veranlagten Nordfranzösin in Anlehnung an Zinédine Zidane den Spitznamen „Zizounette“ gegeben.
Ab 2015 spielte sie für Olympique Lyon, für das sie aufgrund einer Verletzung in der Saison 2017/18 aber lediglich zu einem Kurzeinsatz kam. Für die Rückrunde dieser Spielzeit hat der Verein sie an den FC Fleury verliehen, damit sie wieder Matchpraxis bekommt. Gleich in ihrem ersten Spiel für Fleury erzielte sie einen Treffer beim 3:3 in Bordeaux. Seit Sommer 2018 spielt sie für Girondins Bordeaux.

### Stationen
- AS Marck (2000–2008)
- Calais RUFC (2008/09)
- US Gravelines (2009/10)
- FCF Hénin-Beaumont (2010/11)
- Montpellier HSC (2011–2015)
- Olympique Lyon (2015–Dezember 2017)
- FC Fleury (Januar–Juni 2018)
- Girondins Bordeaux (ab Juli 2018)

## Nationalspielerin
Claire Lavogez hat die französischen Jahrgangsnationalauswahlen durchlaufen, von 2008 bis 2010 die U-16 (sechs Spiele, ein Tor), von 2009 bis 2012 die U-17 (19 Spiele, elf Tore), von 2012 bis 2014 die U-19 (13 Spiele, fünf Tore) und seit 2013 die U-20 (sieben Spiele, vier Tore). Mit diesen hatte sie auch an mehreren Welt- und Europameisterschaften teilgenommen; bei der U-17-EM 2011 wurde sie Vizeeuropameisterin, bei der U-19-EM 2013 gewann sie den Titel und bei der U-20-WM 2014 belegte sie mit den Französinnen den dritten Platz, wobei sie selbst vier der 16 französischen Treffer erzielt hatte und als drittbeste Spielerin des Turniers – hinter ihrer Landsfrau Griedge Mbock Bathy – ausgezeichnet wurde.
Im Oktober 2014 nominierte Philippe Bergeroo, der Trainer der A-Nationalelf, sie für das erste schwere Vorbereitungsspiel auf die Frauen-WM in Kanada auswärts gegen Deutschland (Endstand 2:0 für Les Bleues) und wechselte sie nach 67 Minuten für Élodie Thomis ein. Es folgten weitere Kurzeinsätze, ehe sie bei ihrem sechsten Auftritt anlässlich des Algarve-Cups im März 2015 gegen Dänemark erstmals in der Startformation stand und dabei auch ihr erstes Tor im blauen Dress erzielte. Sie gehörte auch zum Kader für die Weltmeisterschaft 2015. Im Viertelfinale dieses Turniers scheiterte sie mit dem entscheidenden Schuss im Elfmeterschießen, für das sie sich freiwillig gemeldet hatte, an Nadine Angerer. Sie gehörte auch zum französischen Aufgebot beim olympischen Fußballturnier 2016 und zum Europameisterschaftskader 2017. Mittlerweile hat Lavogez 35 A-Länderspiele mit drei Treffern – darunter ein verwandelter Strafstoß – vorzuweisen.(Stand: 30. Juli 2017)

## Palmarès
- Französische Meisterin: 2016
- Landespokalsiegerin: 2016 a (und Finalistin 2012 a, 2015)
- Champions-League-Gewinnerin: 2016 a
- U-19-Europameisterin: 2013
- Hochschul-Europameisterin: 2013